# Серфінг на літніх Олімпійських іграх 2020 — кваліфікація
У змаганнях з серфінгу на літніх Олімпійських іграх 2020 зможуть взяти участь 40 спортсменів (20 чоловіків і 20 жінок), які змагатимуться за 2 комплекти нагород. Кожна країна може бути представлена не більше ніж двома спортсменами кожної статі.

## Розклад
| Турнір                           | Дата                      | Місце                   |
| -------------------------------- | ------------------------- | ----------------------- |
| Панамериканські ігри 2019        | 30 липня — 4 серпня 2019  | Ліма                    |
| Світова ліга серфінга 2019       | 3 квітня — 20 грудня 2019 | різні місця             |
| Світові серфінгові ігри 2019     | 7–15 вересня 2019         | Міядзакі                |
| Світові серфінгові ігри 2021     | 29 травня — 6 червня 2021 | Ель Сунсаль і Ла Бокана |
| Перерозподіл невикористаних квот | TBD 2021                  |                         |

## Правила кваліфікації
Квоти будуть розподілені на таких змаганнях:
- Країна-господарка: Збірній Японії виділено по одній квоті у чоловіків і жінок. Якщо хоча б один японський серфінгіст кваліфікується за результатами відбіркових змагань, це місце перейде одному з найкращих серфінгістів за результатами світових серфінгових ігор 2020 року.
- Світова ліга серфінгу 2019 — 10 чоловіків і 8 жінок з найвищим рейтингом отримають квоти на ігри.
- Світові серфінгові ігри 2019 — найкращі представники від чотирьох регіонів (Африка, Азія, Європа і Океанія) отримають по квоті на ігри.
- Панамериканські ігри 2019 — переможці змагань у чоловіків і жінок отримають по квоті.
- Світові серфінгові ігри 2020 — 4 чоловіки і 6 жінок з найкращими результатами отримають квоти на ігри.

### Країни, що кваліфікувались
| НОК                 | Чоловіки | Жінки | Загалом |
| ------------------- | -------- | ----- | ------- |
| Аргентина (ARG)     | 1        |       | 1       |
| Австралія (AUS)     | 2        | 2     | 4       |
| Бразилія (BRA)      | 2        | 2     | 4       |
| Чилі (CHI)          | 1        |       | 1       |
| Коста-Рика (CRC)    |          | 2     | 2       |
| Еквадор (ECU)       |          | 1     | 1       |
| Франція (FRA)       | 2        | 2     | 4       |
| Німеччина (GER)     | 1        |       | 1       |
| Індонезія (INA)     | 1        |       | 1       |
| Ізраїль (ISR)       |          | 1     | 1       |
| Японія (JPN)        | 2        | 2     | 4       |
| Марокко (MAR)       | 1        |       | 1       |
| Нова Зеландія (NZL) | 1        | 1     | 2       |
| Перу (PER)          | 2        | 2     | 4       |
| Португалія (POR)    | 1        | 2     | 3       |
| ПАР (RSA)           | 1        | 1     | 2       |
| США (USA)           | 2        | 2     | 4       |
| Загалом: 17 НОК     | 20       | 20    | 40      |

## Дисципліни

### Коротка дошка, чоловіки
| Турнір                                             | Квоти | Серфер, що кваліфікувався |
| -------------------------------------------------- | ----- | --- |
| Країна-господарка                                  | n/a   | Кваліфікувався на іншому турнірі |
| Панамериканські ігри 2019                          | 1     | Леандро Усуна (ARG) |
| Світова ліга серфінга 2019                         | 10    | Джуліан Вілсон (AUS) Овен Райт (AUS) Італо Феррейра (BRA) Габріел Медіна (BRA) Мішель Буре (FRA) Жеремі Флорес (FRA) Каноа Іґарасі (JPN) Леонардо Фіораванті (ITA) Кологе Андіно (USA) Джон Джон Флоренс (USA) |
| Світові серфінгові ігри 2021                       | 5     | Мануель Сельман (CHI) Леон Ґлацер (GER) Хірото Охара (JPN) Лукка Месінас (PER) Мігель Тудела (PER) |
| Світові серфінгові ігри 2019 — Африка              | 1     | Рамзі Бухіам (MAR) |
| Світові серфінгові ігри 2019 — Азія (перерозподіл) | 1     | Ріо Вайда (INA) |
| Світові серфінгові ігри 2019 — Європа              | 1     | Фредеріко Морайш (POR) |
| Світові серфінгові ігри 2019 — Океанія             | 1     | Біллі Стерманд (NZL) |
| Загалом                                            | 20    | |

### Коротка дошка, жінки
| Дисципліна                                         | Places | Серферка, що кваліфікувалась |
| -------------------------------------------------- | ------ | --- |
| Країна-господарка                                  | n/a    | Кваліфікувалась на іншому турнірі |
| Панамериканські ігри 2019                          | 1      | Мімі Барона (ECU) |
| Світова ліга серфінга 2019                         | 8      | Саллі Фіцґіббонс (AUS) Стефані Ґілмор (AUS) Сілвана Ліма (BRA) Тетяна Вестон-Вебб (BRA) Бріса Геннессі (CRC) Жоанн Дефе (FRA) Каролін Маркс (USA) Карісса Мур (USA) |
| Світові серфінгові ігри 2021                       | 7      | Лейлані Макґонаґл (CRC) Полін Адо (FRA) Махіна Маеда (JPN) Амуро Цудзукі (JPN) Даніелла Росас (PER) Тереза Бонвалот (POR) Йоланда Секейра (POR)                     |
| Світові серфінгові ігри 2019 — Африка              | 1      | Б'янка Бейтендаґ (RSA) |
| Світові серфінгові ігри 2019 — Азія (перерозподіл) | 1      | Софія Муланович (PER) |
| Світові серфінгові ігри 2019 — Європа              | 1      | Анат Леліор (ISR) |
| Світові серфінгові ігри 2019 – Океанія             | 1      | Елла Вільямс (NZL) |
| Загалом                                            | 20     | |